# لیام ردموند
لیام ردموند (انگلیسی: Liam Redmond; ۲۷ ژوئیهٔ ۱۹۱۳ – ۲۸ اکتبر ۱۹۸۹) بازیگر اهل جمهوری ایرلند بود.
از فیلم‌ها یا برنامه‌های تلویزیونی که وی در آن نقش داشته‌است می‌توان به بری لیندون، ساعت بیست و پنج، شبح اپرا، دریای بیرحم، توبروک، بچه گالاهاد، سافاری، ۲۳ قدم تا خیابان بیکر، و خیانت ملی اشاره کرد.